# Hogarth Press

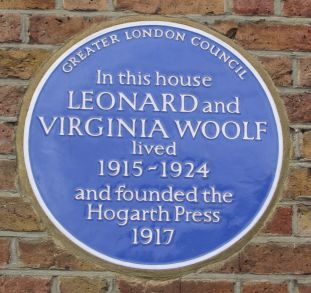
Blue plaque

Hogarth Press foi uma editora britânica, fundada em 1917 pelo casal Leonard e Virginia Woolf. Recebeu esse nome graças à sua casa em Richmond, a Hogarth House, onde eles realizavam impressão à mão de livros.
Durante o período entreguerras, a Hogarth Press, de um passatempo do casal Woolf, passou a ser um negócio quando eles compraram impressoras comerciais. Além de publicar livros do Grupo de Bloomsbury, a editora foi a pioneira na publicação de trabalhos sobre psicanálise e de obras estrangeiras traduzidas, especialmente da língua russa.
Em 1938 Virginia Woolf renunciou aos seus interesses no negócio, que passou então a funcionar em uma parceria entre Leonard Woolf e John Lehmann. A parceria durou até 1946, quando a editora passou a ser administrada pela Chatto and Windus, funcionando dessa forma até o ano de 1969, quando foi fundida com a extinta editora Jonathan Cape. Atualmente "Hogarth" é um selo da The Crown Publishing Group, parte da Random House Inc, destinado a revelar uma nova geração de escritores .

## História
A impressão era um passatempo para os Woolfs, e providenciou uma diversão para Virginia quando escrever tornou-se estressante. O casal comprou a impressora manual em 1917 por £19 (equivalente a cerca de £900 em 2012) e aprenderam sozinhos a usá-la. A editora foi estabelecida na sala de jantar da Hogarth House, onde os Woolfs viveram, emprestando o seu nome à editora que eles fundaram. Em julho eles publicaram o primeiro texto, um livro com uma história escrita por Leonard e a outra escrita por Virginia.
Entre 1917 e 1946 a editora publicou 527 títulos.
| Número de publicações por ano de 1917 a 1946 | Número de publicações por ano de 1917 a 1946 | Número de publicações por ano de 1917 a 1946 | Número de publicações por ano de 1917 a 1946 | Número de publicações por ano de 1917 a 1946 | Número de publicações por ano de 1917 a 1946 | Número de publicações por ano de 1917 a 1946 | Número de publicações por ano de 1917 a 1946 | Número de publicações por ano de 1917 a 1946 | Número de publicações por ano de 1917 a 1946 | Número de publicações por ano de 1917 a 1946 | Número de publicações por ano de 1917 a 1946 | Número de publicações por ano de 1917 a 1946 | Número de publicações por ano de 1917 a 1946 | Número de publicações por ano de 1917 a 1946 | Número de publicações por ano de 1917 a 1946 | Número de publicações por ano de 1917 a 1946 | Número de publicações por ano de 1917 a 1946 | Número de publicações por ano de 1917 a 1946 | Número de publicações por ano de 1917 a 1946 | Número de publicações por ano de 1917 a 1946 | Número de publicações por ano de 1917 a 1946 | Número de publicações por ano de 1917 a 1946 | Número de publicações por ano de 1917 a 1946 | Número de publicações por ano de 1917 a 1946 | Número de publicações por ano de 1917 a 1946 | Número de publicações por ano de 1917 a 1946 | Número de publicações por ano de 1917 a 1946 | Número de publicações por ano de 1917 a 1946 | Número de publicações por ano de 1917 a 1946 | Número de publicações por ano de 1917 a 1946 |
| Ano                                          | 1917                                         | 1918                                         | 1919                                         | 1920                                         | 1921                                         | 1922                                         | 1923                                         | 1924                                         | 1925                                         | 1926                                         | 1927                                         | 1928                                         | 1929                                         | 1930                                         | 1931                                         | 1932                                         | 1933                                         | 1934                                         | 1935                                         | 1936                                         | 1937                                         | 1938                                         | 1939                                         | 1940                                         | 1941                                         | 1942                                         | 1943                                         | 1944                                         | 1945                                         | 1946                                         |
| -------------------------------------------- | -------------------------------------------- | -------------------------------------------- | -------------------------------------------- | -------------------------------------------- | -------------------------------------------- | -------------------------------------------- | -------------------------------------------- | -------------------------------------------- | -------------------------------------------- | -------------------------------------------- | -------------------------------------------- | -------------------------------------------- | -------------------------------------------- | -------------------------------------------- | -------------------------------------------- | -------------------------------------------- | -------------------------------------------- | -------------------------------------------- | -------------------------------------------- | -------------------------------------------- | -------------------------------------------- | -------------------------------------------- | -------------------------------------------- | -------------------------------------------- | -------------------------------------------- | -------------------------------------------- | -------------------------------------------- | -------------------------------------------- | -------------------------------------------- | -------------------------------------------- |
| Títulos publicados                           | 1                                            | 2                                            | 5                                            | 3                                            | 6                                            | 9                                            | 14                                           | 14                                           | 28                                           | 31                                           | 42                                           | 30                                           | 30                                           | 30                                           | 34                                           | 36                                           | 20                                           | 21                                           | 24                                           | 23                                           | 20                                           | 17                                           | 23                                           | 12                                           | 13                                           | 12                                           | 7                                            | 10                                           | 4                                            | 4                                            |

| Lucro | £13 8s 8d | £13 14s 2d | £68 19s 4d | £25 5s 6d | £10 6s 4d | £5 7s 8d | £3 17s 0d | £73 1s 1.5d | £26 19s 1d | £64 2s 0d | £380 16s 0d | £580 14s 8d | £2,373 4s 2.5d | £2,209 0s 1.5d | £1,693 4s 1d | £929 15s 2.5d | £516 13s 0d | £598 7s 2d | £84 5s 0d | £2,422 18s 5d | £35 7s 7d |

## Publicações notáveis
- Monday or Tuesday, de Virginia Woolf (1921) - com jaqueta de Vanessa Bell
- Os Demônios, de Fiódor Dostoiévski (1922) - traduzido pela própria Virginia Woolf
- Karn (1922) e Martha Wish-You-Ill (1926) - poesia de Ruth Manning-Sanders
- A Terra Desolada, de T. S. Eliot (1924) - a primeira versão britânica em livro do poema
- A doutrina do fascismo (1933) - tradução autorizada feita por Jane Soames[6]
- In a Province (1934) - livro de estréia de Laurens van der Post
- The Standard Edition of the Complete Psychological Works of Sigmund Freud (1956-1974) - em colaboração com Anna Freud
- The Four Fundamental Concepts of Psychoanalysis (1977) - de Jacques Lacan, o seu primeiro seminário publicado.